# آن دواراک
آن دواراک (انگلیسی: Ann Dvorak؛ ۲ اوت ۱۹۱۱ – ۱۰ دسامبر ۱۹۷۹) یک هنرپیشه اهل ایالات متحده آمریکا بود.

## فیلم‌شناسی
از فیلم‌ها یا برنامه‌های تلویزیونی که وی در آن نقش داشته است می‌توان به صورت زخمی و مأموران اف‌بی‌آی اشاره کرد.